# Internet Exchange Point
Pour les articles homonymes, voir GIX et IXP (homonymie).

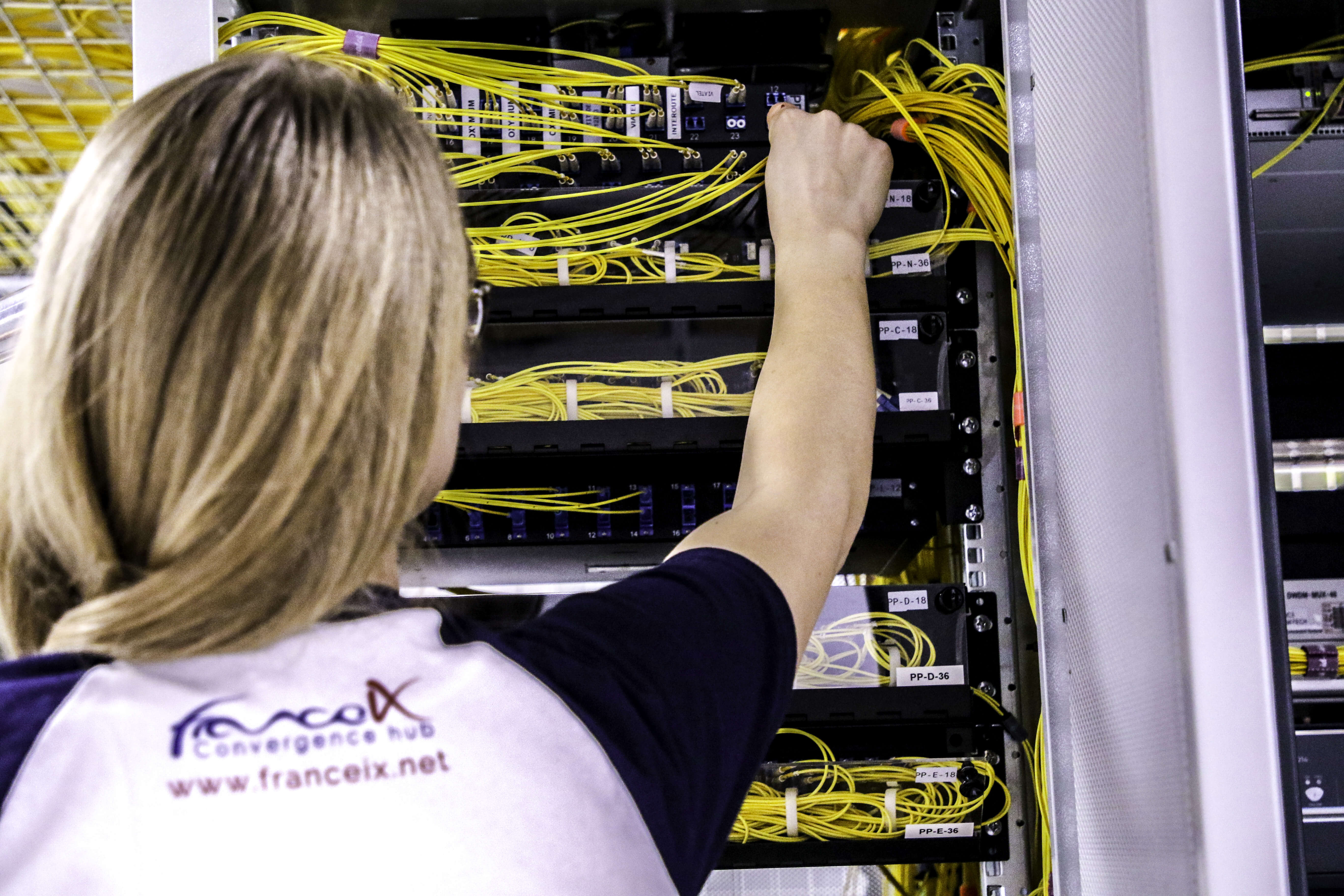
Point d'échange Internet (infrastructure France-IX)

Un Internet eXchange Point (ou IX ou IXP ou point d’échange Internet), également appelé Global Internet eXchange (ou GIX), est une infrastructure physique permettant aux différents fournisseurs d’accès Internet (ou FAI ou ISP) d'échanger du trafic Internet entre leurs réseaux de systèmes autonomes grâce à des accords mutuels dits de « peering ».

## Généralités
Les échanges de trafic réalisés au sein de l'IXP se font sans coût supplémentaire. Les IXP réduisent la part du trafic des FAI devant être délivrés par l’intermédiaire de leurs fournisseurs de transit, réduisant de ce fait le coût moyen par bit transmis de leur service. De plus, un nombre important de chemins appris par le biais de l'IXP améliore l’efficacité du routage et sa tolérance aux pannes.

### Objectifs
Le but premier d’un IXP est de permettre l’interconnexion des réseaux par l’intermédiaire des points d’échanges, plutôt qu’à travers un ou plusieurs réseaux tiers. Ce type d'interconnexion, plus direct, permet d'échanger du trafic entre opérateurs via une plateforme neutre se comportant comme un commutateur de niveau 2. Ce type d'échange de trafic est appelé peering public. Les avantages du peering public sont nombreux, avec notamment : le coût, le temps de latence, la bande passante, et la mutualisation.
- Optimisation du coût : Le trafic passant par un point d’échange n’est pas facturé alors que les flux vers le fournisseur de trafic montant du FAI le sont.
- Optimisation de la latence : L’interconnexion directe, souvent localisée dans la même ville que les deux réseaux, évite que les données n’aient à changer de ville, voire de continent, pour passer d’un réseau à un autre, ceci permet de réduire le temps de latence.
- Optimisation de la bande passante : Le troisième avantage, la vitesse, est le plus évident dans les régions qui ont des connexions longues distances peu développées. Les FAI de ces régions pourraient avoir à payer 10 à 100 fois plus pour le transport de données que les FAI en Amérique du Nord, Europe ou Japon. De ce fait, ces FAI ont généralement des connexions plus lentes et plus limitées au reste de l’Internet. Cependant, une connexion à un IXP local peut leur permettre de transférer des données de façon illimitée et gratuite, améliorant ainsi considérablement la bande passante entre clients de deux FAI voisins.
- Mutualisation : contrairement au peering privé, le peering public (donc sur un point d'échange) permet de mutualiser un lien physique pour y faire passer du trafic de peering de nombreux autres réseaux.

### Architecture
Un IXP classique est composé d’un ou plusieurs switches réseaux auquel chacun des FAI participants se connecte. Avant l’existence de ces switches, les IXP utilisaient généralement des hubs FOIRL ou des anneaux FDDI, ces équipements ont été remplacés par des switches Ethernet et FDDI lorsque ceux-ci sont sortis, en 1993 et 1994. À la fin des années 1990, quelques IXP ont utilisé des switches ATM totalisant environ 4 % maximum du marché. Il y a également eu une tentative échouée d’utilisation de SRP/DPT (un regroupement malheureux de FDDI et SONET) par l’IXP de Stockholm NetNod. Finalement, Ethernet a emporté les suffrages avec plus de 95 % des switches équipant les points d’échanges.
Toutes les vitesses possibles des ports Ethernet peuvent être rencontrées dans les IXP modernes, allant de 10 mégabits par seconde dans les pays en cours de développement à des ports de 100 gigabits par seconde agrégeables dans les endroits à forte concentration de population (tels que Francfort, New York, Séoul, Londres, Amsterdam, Paris, Palo Alto...). Avec l'augmentation des débits, c'est par exemple à partir de juin 2011 que les 100 Gb/s ont été proposés sur l'un des plus gros IXP du monde, l'AMS-IX (à Amsterdam).
À partir des années 2010, sur les gros,, points d'échange, les infrastructures en niveau 2 Ethernet standard ont laissé la place à des architectures de type Ethernet sur VPLS, ce qui permet d'optimiser l'utilisation des liens de l'infrastructure du point d'échange, et d'éviter les problématiques de boucles de niveau 2 plus efficacement qu'avec du spanning-tree. Les équipements utilisés sont donc désormais surtout des routeurs plutôt que des switches. Les développements ultérieurs tendraient à envisager EVPN en replacement de VPLS pour sa capacité à diminuer le trafic ARP.

### Aspects financiers
Les coûts d’opération des IXP sont généralement partagés entre les participants. Pour les points d’échange les plus chers, les participants payent un abonnement mensuel ou annuel déterminé par la vitesse du (ou des) port(s) qu’ils utilisent ou, moins souvent, par le volume des données traversant le point d’échange. Les redevances fondées sur le volume de données sont impopulaires car elles représentent une contre-incitation à la croissance du point d’échange. D’autres points d’échange ont également des frais d’installation permettant de répercuter aux membres les coûts des ports des équipements (routeurs, switches, optiques…) et le temps de travail pour les configurer.

### Points d'échange et peering multi-latéral (MLPA)
En principe le peering sur les points d'échange relève naturellement d'accords bilatéraux (un réseau s'accorde avec un autre pour échanger du trafic ensemble, cependant que chacun peut s'accorder simultanément avec un autre, etc). Ceci nécessite de négocier (ou tout du moins de discuter) avec chaque réseau déjà présent sur un point d'échange pour un nouvel arrivant, et le cas échéant avec chaque nouveau réseau arrivant pour ceux déjà présents.
Afin de simplifier la mise en place d'accords de peering pour ceux des réseaux qui ont une politique de peering ouverte, les points d'échange mettent des Route Servers (serveurs de routes) à la disposition de leurs membres qui le souhaitent (généralement deux serveurs pour la redondance). Ces serveurs permettent, en montant une seule session BGP avec un Route Server, d'échanger les routes avec tous ceux des membres qui en ont fait autant, et ce sans avoir eu à négocier ni à configurer et mettre en place une session BGP par peer, ce qui simplifie les aspects opérationnels humains et liés au Control Plane (plan de contrôle) des routeurs. Ainsi il devient possible de mutualiser une paire de sessions BGP pour échanger des routes avec de nombreux peers (et donc échanger du trafic avec eux), ce qui constitue du peering multi-latéral.
Formellement, la mise en place de peering multi-latéral s'accompagne de l'acceptation d'un accord de peering multi-latéral (Multilateral Peering Agreement - MLPA) du membre vers le point d'échange.
Il est à noter d'une part que le trafic routé circule toujours d'un peer à un autre sans autre routeur intermédiaire (les Route Servers ne font passer aucun trafic), et d'autre part que les AS-Path échangés en BGP ne comportent pas le numéro d'AS du Route Server (car cela rendrait les routes moins intéressantes).

## Liste des IXP et de leurs opérateurs
Note : Certaines des entrées de la liste sont des IXP alors que d’autres représentent des organismes gérant un ou plusieurs IXP.

### Afrique
- Afrique du Sud
  - Cape Town Internet Exchange (CINX), Le Cap
  - Grahamstown Internet Exchange (GINX), Grahamstown,
  - Johannesburg Internet Exchange (JINX), Johannesburg,
  - The Hub Project, Le Cap
- République démocratique du Congo
  - kinshasa Internet Exchange (kinIX) kinshasa,
- Bénin
  - Bénin Internet Exchange (BENIN-IX)
- Botswana
  - Botswana Internet Exchange (BINX)
- Burkina Faso
  - Burkina Faso Internet Exchange (BFIX)
- Burundi
  - Burundi Internet Exchange (BurundiX)
- Côte d'Ivoire
  - Côte d'Ivoire Internet Exchange (CIVIX)
- Gabon
  - Gabon Internet eXchange (Gab-IX)
- Ghana
  - Ghana Internet Exchange (GIX)
- Guinée
  - Guinée Internet Exchange
- Kenya
  - Kenya Internet Exchange
- Madagascar
  - Madagascar Global Internet eXchange (MGIX)
- Malawi
  - Malawi Internet Exchange (IXPM)
- Maroc
  - CASablanca Internet eXchange (CASIX)
- Mauritanie
  - Mauritania Internet Exchange (RIMIX)
- Mozambique
  - Mozambique Internet Exchange (MOZ-IX)
- Nigeria
  - Internet Exchange Point of Nigeria (IXPN), Lagos
  - Ibadan Internet Exchange (IBIX), Ibadan
- Ouganda
  - Ouganda Internet Exchange Point (UiXP)
- Rwanda
  - Rwanda Internet Exchange (RINEX)
- Sénégal
  - SENegal Internet eXchange (SENIX)
- Tanzanie
  - Tanzania Internet eXchange (TIX), Dar es Salaam,
- Togo
  - Togo Internet Exchange (TGIX), Lome,
- Tunisie
  - Agence tunisienne d'Internet(TUNIXP), Tunis,
- Zambia
  - Zambia Internet Exchange (IXPZ)
- Zimbabwe
  - Zimbabwe Internet Exchange (ZINX)
- Congo-Brazzaville
  - Congo Internet Exchange (CGIX)

### Amérique du Nord
- Canada
  - Toronto Internet Exchange (TorIX)
  - BC Internet Exchange (BCIX)
  - Quebec Internet Exchange (QIX)
- États-Unis
  - Switch and Data's Peering And Internet eXchanges (PAIX), Atlanta, Dallas, New York, Northern Virginia, Palo Alto, Philadelphie, San José, Seattle
  - MAE-East (en)
  - MAE-West
  - MAE-Central
  - Equinix Internet Exchanges
  - AADS - SBC Communications Chicago NAP
  - Boston MXP
  - NYIIX
  - LAIIX
  - CRG Any2
  - SIX Seattle
  - NWAX Portland
  - HIX Hawaï
- Porto Rico
  - Internet Exchange of Puerto Rico (IX.PR)

### Amérique du Sud
- Bolivie
  - PITBolivia

- Brésil
  - PTT-METRO

### Asie
- Bangladesh
  - Bangladesh Internet Exchange, (BDIX), Dhaka
- Chine
  - Shanghai City Exchange, Shanghai
  - Shanghai Internet Exchange Center, Shanghai
  - TerraMark
- Corée
  - DACOM IX
  - KINX
  - Korean Internet Exchange (KIX)
- Hong Kong
  - Hong Kong Internet Exchange (HKIX)
- Inde
  - India Internet Exchange (IN-IX)
- Indonésie
  - National Inter Connection Exchange (NICE)
  - Indonesia Internet Exchange (IIX)
  - Napsindo International Internet Exchange (NAIIX)
- Japon
  - Japan Network Access Point (JPNAP)
  - JPNAP Osaka
  - JPNAP6
  - JPIX
  - DIX-IE (NSPIXP2)
  - NSPIXP-6
- Malaisie
  - Asia Internet Exchange Network Access Point Malaysia (ARIX)
  - Kuala Lumpur Internet Exchange, Kuala Lumpur
  - Malaysia Internet Exchange (MyIX)
- Népal
  - Nepal Internet Exchange (npIX), Katmandou
- Pakistan
  - Karachi Network Access Point
- Philippines
  - Manila Internet Exchange, Manille
  - Philippine Internet Exchange (PhIX)
  - Philippine Common Routing Exchange (PHNET CORE)
- Taïwan
  - Taiwan Network Access Point (TWNAP)
  - TWIX
- Thaïlande
  - Thailand Internet Exchange Service (THIX)
  - ThaiSarn Public Internet Exchange (PIE)
  - TOT Internet Exchange (TOT-NIX)
- Singapour
  - Singapore Open Exchange (SOP)
- Viêt Nam
  - VP TELECOM
  - HANOITELECOM
  - SAIGONPOSTEL
  - FPT
  - VNPT
  - Viettel

### Europe
Les IXP européens les plus importants se sont regroupés en une association European Internet Exchange Association (Euro-IX).
- Allemagne
  - Berlin Commercial Internet Exchange (BCIX), Berlin
  - Deutscher Commercial Internet Exchange (DE-CIX), Francfort
  - European Commercial Internet Exchange (ECIX), Berlin, Düsseldorf
  - Frankfurt Internet Exchange (F-IX), Francfort
  - Frankfurt Network Access Point (fraNAP), Francfort
  - INXS Hamburg (INXS HBG), Hambourg
  - WorkIX Hamburg (WORKIX), Hambourg
  - INXS Munich (INXS MUC), Munich
  - Kleyer Rebstöcker InternetExchange (KleyReX), Francfort
  - MAE Frankfurt, Francfort
  - Metropolitan Area Network Darmstadt (MANDA), Darmstadt
  - Munich Commercial Internet Exchange (M-CIX), Munich
  - Nürnberger Internet Exchange (N-IX), Nuremberg
- Autriche
  - Vienna Internet Exchange (VIX), Vienne
- Belgique
  - Belgian National Internet Exchange (BNIX), Bruxelles
  - Belgium IX (BelgiumIX), Bruxelles
- Bulgarie
  - SIX
  - Varna Internet Exchange
- Chypre
  - Cyprus Internet Exchange (CyIX)
- Croatie
  - Croatian Internet Exchange (CIX)
- Danemark
  - Danish Internet Exchange Point (DIX), Kongens Lyngby
- Espagne
  - Catalunya Neutral Internet Exchange (CATNIX), Barcelone
  - España Internet Exchange (ESPANIX), Madrid
  - Galicia Neutral Internet Exchange (GALNIX), Saint-Jacques-de-Compostelle
  - Punto Neutro Vasco (EuskoNIX), Saint-Sébastien
- Estonie
  - Tallinn Internet Exchange (TIX), Tallinn
  - Tallinn Internet Exchange (2) (TLLIX), Tallinn
- Finlande
  - Finnish Communication and Internet Exchange (FICIX), Helsinki, Espoo
  - Tampere Region Exchange (TREX), Tampere
- France
  - ADN-IX, Valence, (arrêté)
  - AuvernIX, Auvergne et Massif Central
  - BreizhIX, Rennes - Bretagne
  - Equinix Exchange Paris (Equinix Paris), Paris
  - European Global Internet Exchange (EuroGIX), Strasbourg
  - France Internet Exchange (France-IX), Paris
  - France Internet Exchange (France-IX), Marseille
  - FR-IX (famille de points d'échanges gérés par la coopérative Opdop et appariés selon le concept du DualGix), (arrêtés)
    - FR-IX, Paris Saint-Denis Aubervilliers Courbevoie Plessis-Robinson,
    - FR-IX72, Le Mans,
    - FR-IX35, Rennes,
    - FR-IX13, Marseille,

  - French National Internet Exchange IPv6 (FNIX6), Paris,
  - Free Internet Exchange (FreeIX), Paris (arrêté)
  - Gigabit European Internet Exchange (GEIX), Paris, (arrêté)
  - GirondIX, Bordeaux, en cours de déploiement
  - Grenoble Network Initiative (GNI), Grenoble (arrêté)
  - Grenoble Internet Exchange,
  - GUYANIX, Cayenne
  - LOTHIX, Nancy,
  - LILLIX, Lille,
  - Lyon Internet Exchange, Lyon, opéré par l'association Rézopole qui gère plusieurs IXP locaux
    - EuroGIX, Strasbourg
    - GrenoblIX , Grenoble
    - NicIX , Nice

  - Marseille Internet Exchange (MA-IX), Marseille,
  - MAE Paris, Paris
  - Mix Internet Exchange and Transit (MIXT),
  - Nantes-IX de Ouest.Network, Nantes,
  - OuestIX, Nantes, (arrêté)
  - PaNAP, Paris (arrêté, migré vers le France-IX)
  - Paris Internet Exchange (PARIX), Paris
  - PhibIX, Saint-Étienne,
  - Paris Operators for Universal Internet Exchange (POUIX), Paris (arrêté)
  - REUNIX, Saint-Denis géré par RENATER, réduit la charge des liaisons Réunion/Métropole, avec DNS secondaire «.fr» et «.re».
  - Saintetix, Saint-Étienne,  (arrêté)
  - Service for French Internet Exchange (SFINX), géré par RENATER, entre Paris et Aubervilliers
  - StuffIX Paris (StuffIX), Paris,
  - SudIX, géré par Iloth, Montpellier
  - TOUIX (Touix), Toulouse,
- Grèce
  - Athens Internet Exchange (AIX), Athènes
- Hongrie
  - Budapest Internet Exchange (BIX), Budapest
- Irlande
  - Internet Neutral Exchange (INEX), Dublin
- Islande
  - Reykjavik Internet Exchange (RIX), Reykjavik
- Italie
  - Milan Internet Exchange (MIX), Milan
  - Nautilus Mediterranean Exchange Point (NaMeX), Rome
  - Torino Piemonte Exchange Point (TOPIX), Turin
  - Tuscany Internet Exchange (TIX), Florence
- Lettonie
  - Latvian Global Internet Exchange (GIX), Riga
  - Riga Internet Exchange (RIX), Riga
- Luxembourg
  - Luxembourg Commercial Internet eXchange (LU-CIX) (en), Luxembourg
- Malte
  - Malta Internet Exchange (MIX Malta), Msida
- Norvège
  - Norwegian Internet Exchange (NIX), Oslo
- Pays-Bas
  - Amsterdam Internet Exchange (AMS-IX), Amsterdam
  - Friese Internet Exchange (FR-IX), Leeuwarden
  - Groningen Internet Exchange (GN-IX), Groningue
  - Nederlands-Duitse Internet Exchange (NDIX), Enschede
  - Neutral Internet Exchange (NL-ix), point d'échange distribué à travers l'Europe (13 pays, 31 villes), créé à l'origine à Amsterdam
- Pologne
  - Polish Internet Exchange (PL-IX), Varsovie
  - Warsaw Internet Exchange (WIX), Varsovie
- Portugal
  - GIGAbit Portuguese Internet Exchange (GIGAPIX), Lisbonne
- République tchèque
  - Neutral Internet Exchange of the Czech Republic (NIX.CZ), Prague
- Roumanie
  - Bucharest Internet Exchange (BUHIX), Bucarest
  - Romanian Network for Internet Exchange (RoNIX), Bucarest
  - Interlan Allied Networks Internet Exchange (Interlan TCP/IP), Bucarest
  - Suceava Internet eXchange (SViX), Suceava
- Royaume-Uni
  - London Internet Exchange (LINX), Londres,
  - London Internet Providers Exchange (LIPEX), Londres
  - London Network Access Point (LONAP), Londres
  - Manchester Network Access Point (MaNAP) Manchester,
  - Manchester Commercial Internet Exchange (mcix) Manchester,
  - Meridian Gate Internet Exchange (MERIEX), Londres
  - Packet Exchange, Londres
  - Redbus Internet Exchange (RBIEX), Londres
  - Scottish Internet Exchange (SCOTIX), Édimbourg
  - Sovereign House Exchange (SovEx), Londres
- Russie
  - Chelyabinsk Peering Point Ural, Tcheliabinsk, créé en 2001, fonctionnel en 2004
  - Moscow Internet Exchange (MSK-IX), Moscou,
  - NSK-IX, Novossibirsk
  - Samara Internet Exchange (Samara-IX), Samara
  - North-West Internet Exchange (NW-IX), Saint-Pétersbourg,
  - Saint Petersburg Internet Exchange (SPB-IX), Saint-Pétersbourg,
  - Ural IX, Iekaterinbourg
- Slovaquie
  - Slovak Internet Exchange (SIX), Bratislava
- Slovénie
  - Slovenian Internet Exchange (SIX), Ljubljana
- Suède
  - Netnod Internet Exchange i Sverige (Netnod), Stockholm
  - SOL-IX, Stockholm
  - STHIX, Stockholm
  - NorrNod, Umeå
- Suisse
  - CERN Internet Exchange Point (CIXP), Genève
  - Swiss Internet Exchange (SWISSIX), Zurich
  - Telehouse Internet Exchange (TIX), Zurich
- Turquie
  - Turkish Information Exchange (TURNET)
- Ukraine
  - Central Ukrainian Internet Exchange
  - Ukrainian Internet Exchange (UA.IX)

### Moyen-Orient
- Égypte
  - Cairo Internet Exchange (CAIX)
  - Cairo Internet Exchange (CR-IX)
  - Middle East Internet Exchange (MEIX)
- Israël
  - Israeli Internet Exchange (IIX)

### Océanie
- Australie
  - Equinix, Sydney, Melbourne, Brisbane
  - PIPE Networks, Brisbane, Sydney, Melbourne, Adélaïde, Hobart, Canberra
  - AUSIX, Melbourne
  - Brisbane Internet Exchange (BIX), Brisbane (arrêté)
  - Lismore Internet Exchange (LIX), Lismore
  - MEL BONE, Melbourne (arrêté)
  - Melbourne NAPette, Melbourne
  - Newcastle Internet Exchange (NIX), Newcastle (arrêté)
  - South Australian Internet Exchange (SAIX), Adélaïde (arrêté)
  - Sydney Internet Exchange (SIX), Sydney (arrêté)
  - Victorian Internet Exchange (VIX), Victoria
  - Western Australian Internet Exchange (WAIX), Perth
  - Wollongong Internet Exchange (WIX), Wollongong (arrêté)
- Nouvelle-Zélande
  - Wellington Internet Exchange (WIX), Wellington
  - Neutral New Zealand Internet Exchange (NZIX)
  - Auckland Peering Exchange (APE), Auckland

Les entrées ci-dessus indiquées comme « arrêtées » faisaient partie de l’échec AUSBONE ou ont disparu ou fusionné avec d'autres IXP.